# Heinz Block
Heinz Block (* 11. Februar 1925 in Aschersleben) ist ein ehemaliger deutscher Politiker der Sozialistischen Einheitspartei Deutschlands (SED) in der Deutschen Demokratischen Republik (DDR).  Er war von 1970 bis 1975 stellvertretender Minister und Staatssekretär im Ministerium für Bezirksgeleitete Industrie und Lebensmittelindustrie und von 1980 bis 1990 Generaldirektor des VEB Kombinat Spirituosen, Wein und Sekt in Ost-Berlin.

## Leben
Block, Sohn eines Arbeiters, erlernte nach der Volksschule den Beruf des Industriekaufmanns und arbeitete bis 1943 als kaufmännischer Angestellter. Bis 1945 kämpfte er in der deutschen Wehrmacht im Zweiten Weltkrieg.
Von Kriegsende bis 1952 arbeitete Block als Verkaufsleiter und Geschäftsführer einer kleinen Firma in Aschersleben und wurde 1952 SED-Mitglied. 1952/53 war er Innenrevisor und Leiter für Abwicklung beim Konsumverband Aschersleben und 1953/54 kaufmännischer Direktor des VEB Optima Aschersleben. 1954 schloss Block ein Fernstudium der Staatswissenschaften an der Deutschen Akademie für Staats- und Rechtswissenschaften in Potsdam mit dem Diplom ab und ging danach hauptamtlich in die Politik.
Von 1954 bis 1959 war Block Sekretär und 1. Stellvertreter des Vorsitzenden des Rats des Kreises Aschersleben und von 1959 bis 1967 Vorsitzender des Rats des Kreises Wittenberg. Von 1968 bis 1970 war er Stellvertreter des Vorsitzenden des Rats des Bezirks und Vorsitzender des Bezirkswirtschaftsrats im Bezirk Halle. Block war Mitglied des Sekretariats der SED-Bezirksleitung Halle.
Von 1970 bis 1975 war Block stellvertretender Minister und Staatssekretär für Bezirksgeleitete und Lebensmittelindustrie in der DDR und ab Februar 1976 Hauptdirektor im Staatlichen Getränkekontor. 1980 wurde er Generaldirektor des VEB Kombinat Spirituosen, Wein und Sekt Berlin. 1990 ging Block in Pension.

## Ehrungen
- 1975 Vaterländischer Verdienstorden in Silber (DDR)[1]